# Walter Strickland (Esquire)
Walter Strickland of Sizergh Castle (* um 1411; † um 1467) war ein englischer Esquire.

## Leben
Walter Strickland war ein Sohn von Thomas (II.) Strickland aus dessen Ehe mit Mabel Betham, Tochter des Sir John Betham. Die Stricklands waren in Westmorland wohlhabende Landbesitzer und der Familie Neville, den Earls of Westmorland, verbunden.
Walter Strickland wurde von König Heinrich VI. 1437 zum Keeper of Park Calgarth und ein Jahr später zum Receiver General of all Rents in and about Kendal ernannt. Im Jahr 1439 erhielt Walter Strickland das Amt des High Sheriff von Buckinghamshire und 1442 mit der Musterung von Nachschubtruppen des John Talbot, 1. Earl of Shrewsbury beauftragt, die zu Richard Plantagenet, 3. Duke of York in der Normandie gehen sollten.
In den Jahren ab 1450 wurden seine Möglichkeiten beträchtliche Truppen aufstellen zu können wichtig. So bestätigte er 1450 eine Einheit von 143 Reitern und 47 Mann zu Fuß aufstellen zu können und sicherte 1452 Richard Neville, 5. Earl of Salisbury eine Armee von über 280 Mann, teils beritten, zu.
Nach Ausbruch der Rosenkriege kämpfte Walter Strickland für das Haus York bei der Ersten Schlacht von St Albans (1455) und Blore Heath (1459).
Walter Strickland starb um 1467.

## Ehe und Nachkommen
Walter Strickland war verheiratet mit Douce Croft. Sie hatten folgende Kinder:
- Sir Thomas Strickland, ⚭ (1) Agnes Parr,  ⚭ (2) Margaret Byron;
- Margaret Strickland, ⚭ William Redman.